# Західні степові скотарі
Західні степові скотарі (англ. Western Steppe Herders, WSH) — в археогенетиці назва спадкового компонента, вперше ідентифікованого в енеолітичного населення причорноморських степів рубежу 5-го тисячоліття до нашої ери. Згодом він був виявлений у кількох генетично подібних чи безпосередньо пов'язаних стародавніх популяціях, включаючи хвалинську, середньостогівську та ямну культури. Цю предкову компоненту часто називають ямною або степовою.
Найактуальніші генетичні дослідження не виявили зв'язку сучасних жителів Західної Європи з представниками ямної культури, оскільки останні належали до конкретної східної підгілки гаплогрупи R1b, яка була ідентифікована у сучасних зразках серед кримських татар. Отже, давні геноми ямної культури, опубліковані у (Haak et al. 2015; Mathieson et al. 2015), не належать до основної західноєвропейської гілки R-L51, але більшість із них належать до гілки R-GG400, яку виявлено саме серед сучасних жителів Східної Європи, тобто нащадки ямної по батьківській лінії все ще живуть у понтійському степу, а його стародавнє населення не було важливим джерелом родоводів по батьківській лінії для сучасних західноєвропейців.